# Homer Simpson
Homer Jay Simpson je hlavní postava animovaného seriálu Simpsonovi, kde sehrává roli hlavy stejnomené rodiny. V anglickém originále je mluven Danem Castellanetou, v češtině byl od první do dvanácté série dabován Vlastimilem Bedrnou a od třinácté série je dabován Vlastimilem Zavřelem.

## Historie postavy

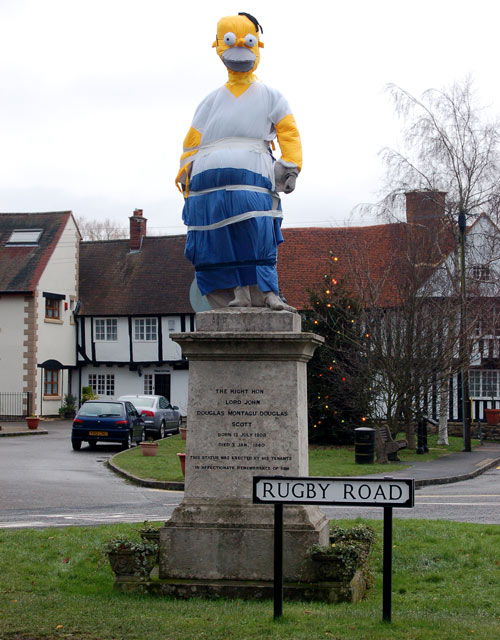
Homerova socha v Británii.

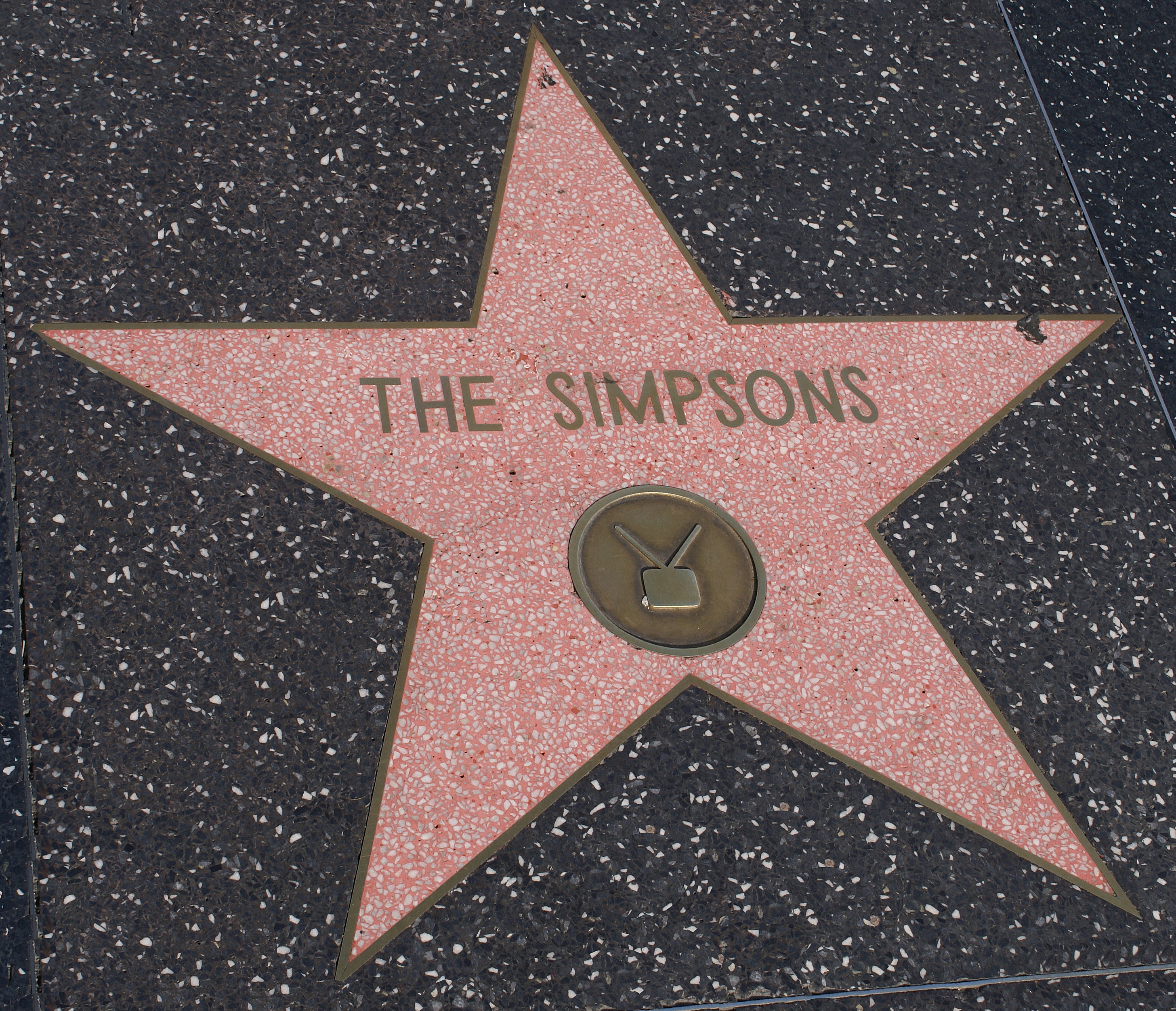
V roce 2000 získal Homer spolu s ostatními členy rodiny Simpsonových hvězdu na Hollywoodském chodníku slávy

Postava Homera Simpsona se poprvé objevila jako krátký animovaný skeč v The Tracey Ullman Show, první epizoda s názvem Vánoce u Simpsonových byla odvysílána 19. dubna 1987. Postava Homera byla vymyšlena a nakreslena kreslířem Mattem Groeningem během čekání na schůzku s Jamesem Brooksem, z této spolupráce vzniklo několik skečů založených na komiksových příbězích s názvem Life in Hell. Bylo ovšem potřeba změnit jména postav v těchto příbězích, Groening tak pojmenoval hlavní postavu po svém otci Homeru Groeningovi. Po třech sériích odvysílaných v rámci Show Tracy Ullmanové bylo rozhodnuto, že seriál Simpsonovi bude vysílán na televizi Fox, premiéra byla stanovena na 17. prosince 1989.
Postava Homera je stylizována do neotesaného otce rodiny Simpsonových. S manželkou Marge mají celkem tři děti, jejich jména jsou Bart, Líza a Maggie. Homer je živitel rodiny a pracuje v jaderné elektrárně ve Springfieldu. Charakter Homera ztělesňuje americké stereotypy: je líný, hulvátský, poměrně nevzdělaný, obézní, netolerantní, nejapný a silný alkoholik. V návalu vzteku škrtí Barta, což začíná slovy: „Ty jeden mrňavej!…“ (zejména v nových sériích). Má uvolněné cítění reality, ale dokáže se vzchopit a být pohotový.
Ve skečích a prvních epizodách Dan Castellaneta daboval Homera s lehkým náznakem hlasu Waltera Matthaua, ale mezi druhou a třetí sérií se Homerův dabing stával silnější a hmotnější, bylo nutno vyjadřovat více emocí. Účinkoval i v dalších dílech se vztahem k Simpsonovým. Měl roli v počítačových hrách, v celovečerním filmu Simpsonovi ve filmu, v tematickém parku The Simpsons Ride, v reklamách, komiksových vydáních a také v dalších obchodních věcech. Fráze, kterou používá v celém seriálu, je v anglickém originálu: „D'oh!“, v češtině se toto slovo nepřekládá, většinou se používá dalších výrazů typu ou, sakra nebo další. Anglický originál výrazu se v roce 1998 dostal do Nového oxfordského slovníku angličtiny a v roce 2001 se dostal do Oxfordského slovníku angličtiny.
Homer Simpson je jedna z nejvlivnějších fiktivních postav z televize, britské noviny The Sunday Times jej nazvaly „největším komiksovým stvořením moderní doby“. Magazín TV Guide jej umístil na druhé místo nejdůležitějších kreslených postav (po králíku Bugsu Bunnyovi) a diváci Channel 4 jej zvolili za nejdůležitější postavu všech dob. Castellaneta vyhrál za dabing Homera čtyři ceny Emmy a také cenu Annie. V roce 2000 získal Homer a rodina Simpsonových zlatou hvězdu na Hollywoodském chodníku slávy.

## Role v seriálu
Homer Simpson je manželem Marge Simpsonové a otec Barta, Lízy a Maggie Simpsonových. Je synem Mony Simpsonové a Abrahama Simpsona. Homer za prvních 500 epizod seriálu vykonával více než 188 různých povolání. Ve většině epizod ovšem pracuje jako bezpečnostní technik ve Springfieldské jaderné elektrárně, tuto pozici v zaměstnání získal v epizodě Homerova odysea (první série). V ní je Homer často ignorován a vůbec zapomínán jeho vedoucím a ředitelem elektrárny Montgomerym Burnsem a často během výkonu svého povolání usíná. Matt Groening se pro Homerovo povolání rozhodl, protože jako bezpečnostní technik v jaderné elektrárně má potenciál vyvolat velkou neplechu. Každé z dalších zaměstnání trvalo pouze jednu epizodu, v první polovině seriálu scenáristé vymýšleli důvody vyhazovů z elektrárny a také zpětného návratu na místo bezpečnostního technika ve Springfieldské elektrárně. V dalších dílech často Homer přijímá nové zaměstnání jako možnou novou práci, ale vždy si to rozmyslí, bez jakýchkoliv dopadů na svoje původní zaměstnání v jaderné elektrárně.
Seriál Simpsonovi používá plovoucí časovou rovinu, ve které postavy nemají reálný fyzický věk a nestárnou. Seriál se odehrává v aktuální době, nicméně v několika epizodách jsou události v Homerově životě svázány s konkrétními časovými obdobími. Epizoda Babička ukazuje Homerovu matku Monu jako radikálku, která se od poloviny šedesátých let skrývá a utíká před zákonem. Další epizoda, která ukazuje nějakou dobu v minulosti, se jmenuje Takoví jsme byli (druhá série, 1991) a ukazuje, kterak se na střední škole v sedmdesátých letech Homer zamiloval do Marge Bouvierové, později Simpsonové a epizoda nazvaná Jak jsem si bral Marge (třetí série, 1991) ukazuje, jak byla v roce 1980 Marge poprvé těhotná a měl se jí narodit syn Bart. Nicméně, epizoda Zlatá devadesátá (devatenáctá série, 2008) mění závěry z uvedených dílů a líčí Homera a Marge jako bezdětný pár na začátku devadesátých let.
Homerův věk rostl, jak se seriál vyvíjel, v prvních epizodách mu mělo být 36 let, 38 nebo 39 let v osmé sérii a 40 let v osmnácté sérii. Nicméně Homerův věk není příliš stabilní ani mezi těmito sériemi. Během dob, kdy Bill Oakley a Josh Weinstein působili jako producenti, usoudili, že jak zestárli oni, tak musí zestárnout i Homer. Zvýšili tak jeho věk na 42 let.

## Postava

### Tvorba

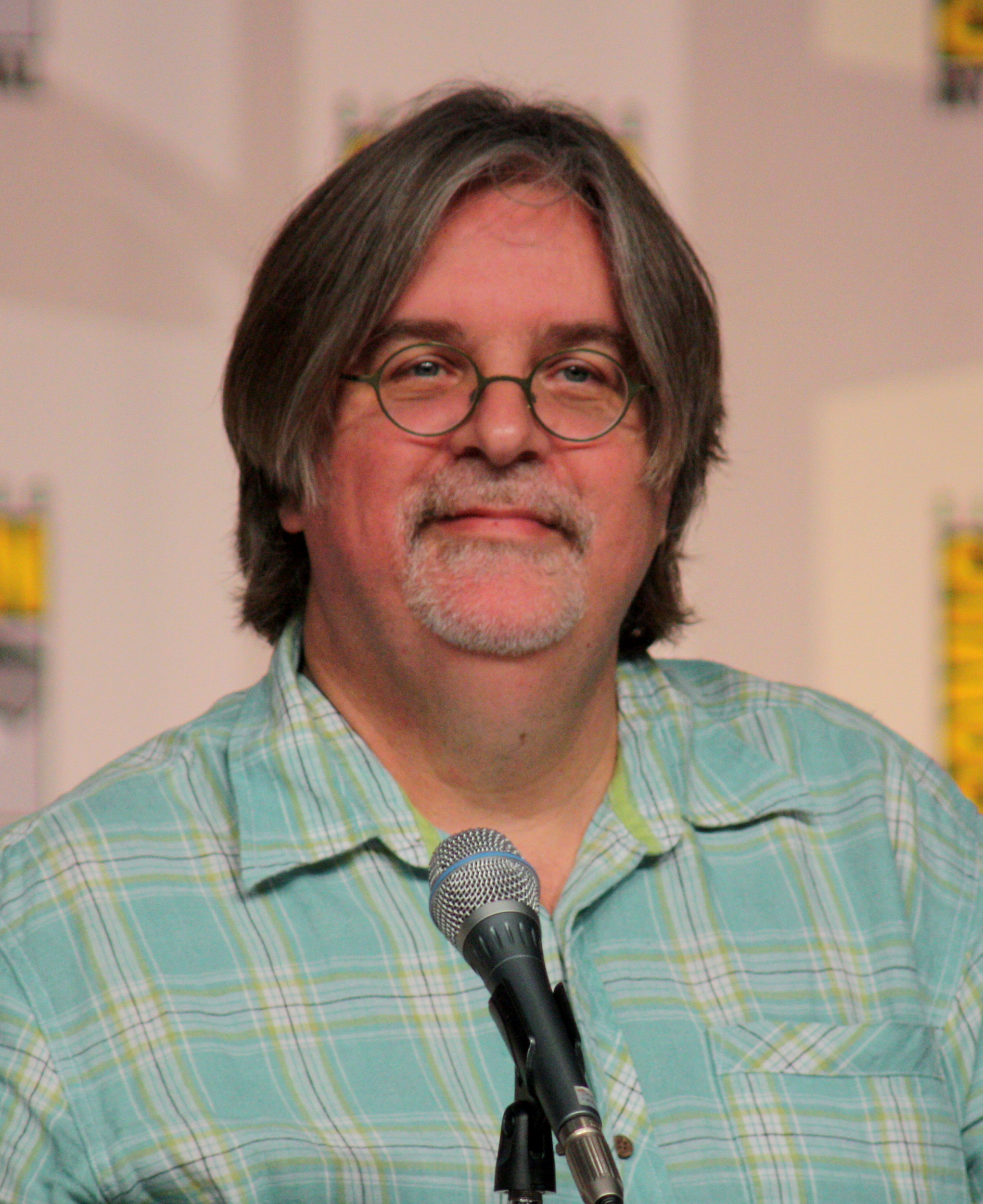
Matt Groening vymyslel postavu Homera Simpsona během čekání na schůzku s Jamesem L. Brooksem.

Matt Groening vymyslel postavu Homera a postavy zbytku jeho rodiny v roce 1986 během čekání na schůzku s producentem Jamesem L. Brooksem. Groening tak získal smlouvu na sérii animovaných krátkých skečů do The Tracey Ullman Show a měl tak představit animovanou adaptaci jeho komiksových příběhů v angličtině nazvaných Life in Hell (Život v pekle). Když vytvořil animovanou verzi svých komiksů, bylo producenty požadováno, aby se vzdal svých autorských práv na tyto příběhy, Groening se rozhodl jít jinou cestou a ve spěchu nakreslil svoji verzi nefunkční rodiny, její členy pojmenoval po členech své rodiny. Homer byl pojmenován po otci Matta Groeninga. Ovšem v charakteru samotného Homera není z Groeningova otce takřka nic a to, že se jmenují stejně o ničem nemá vypovídat. Groening později pojmenoval i svého syna Homer. Ačkoliv Groening samotný tvrdil, že postava Homera je pojmenována po jeho otci, v několika rozhovorech na začátku devadesátých let tvrdil, že tato postava byla pojmenována po postavě z románu Nathanaela Westa Den kobylek (anglicky The Day of the Locust). Prostřední iniciála postavičky („J“), která znamená „Jay“ byla vybrána na počest animovaných postav jako jsou Bullwinkle J. Moose (Los Bullwinkle) a Rocket J. Squirrel (Rocky Létající veverka) z příběhu v angličtině nazvaných The Rocky a Bullwinkle Show. Tyto postavy dostaly iniciálu od jejich tvůrce, který se jmenuje Jay Ward.
Homer se se svojí rodinou poprvé na televizních obrazovkách objevil 19. dubna 1987 v The Tracey Ullman Show a to v epizodě skečů nazvaných Dobrou noc. V roce 1989 bylo rozhodnuto, že skeče se přemění v klasický půlhodinový animovaný seriál vysílaný na Fox Broadcasting Company. Homer a rodina Simpsonů zůstali v hlavních rolí nového pořadu.

### Vzhled
Celá rodina Simpsonových byla navržena tak, aby bylo možno jednotlivé členy poznat podle siluety. Matt Groening nakreslil hrubé náčrtky celé rodiny a tyto náčrtky poslal k překreslení animátorům, ti ovšem pouze trasovali původní kresby. Homerův fyzický vzhled je odlišný od ostatních postav, například v novějších sériích nemá žádná jiná postava než Lenny Leonard a Homer jednoduchou linii brady. V původním náčrtku Groeninga byly vloženy i Groeningovy iniciály, jako 'M' byla nakreslená linie zbývajících vlasů a jako 'G' bylo nakresleno pravé ucho. Groening později rozhodl, že toto byla příliš troufalá myšlenka a překreslil tak ucho do realističtější podoby. Pokud ovšem kreslí ucho pro fanoušky, tak stále Homera kreslí s uchem jako písmeno G. Základní tvar Homerovy hlavy byl režisérem Markem Kirklandem popsán jako tvar plechovky kávy se salátovou mísou nahoře. Bartova hlava je také nakreslena jako plechovka kávy, tvar hlavy Marge, Lízy a Maggie vychází z kružnic. Během krátkých skečů animátoři experimentovali s pohyby Homerových úst při mluvě, v jednom místě se ovšem linie pusy dostávala pod linii jeho brady. Tento postup tedy byl zastaven, protože se „vymkl kontrole“. V prvních epizodách Homerovy vlasy byly kresleny jako lehké kruhy, později už jako ostré linky, protože režisér animace Wes Archer naznal, že původní verze vypadá neučesaná. Ještě později Homerovy vlasy byly kresleny na stále stejných místech. Během prvních tří sérií při blízkých záběrech na Homera byly vidět i krátké a tenké linky, které měly znázorňovat obočí.
V epizodě Speciální čarodějnický díl VI (sedmá série, 1995) byla postava Homera překreslena do počítačové 3D verze, tato animovaná verze se objevila v části epizody nazvané Homer3. Režiséři společnosti Pacific Data Images těžce pracovali na tom, aby postavu Homera přetvořili do 3D verze a přitom nezměnili původní vzhled. V poslední minutě této části 3D Homer vylézá ve skutečném světě – v Los Angeles. Scéna byla režírována Davidem Mirkinem a bylo to poprvé, kdy postava ze Simpsonových byla v reálném světě. Epizoda nazvaná Lízina svatba (šestá série, 1995) se odehrává částečně v budoucnosti, všichni jsou starší o 15 let a také jejich vzhled je náležitě upraven. Homerův vzhled byl upraven, byl těžší, jeden z jeho vlasů na hlavě byl odstraněn a další linka byla nakreslena pod oči. Podobný vzhled měl Homer i v dalších epizodách odehrávajících se v budoucnosti.

### Hlas

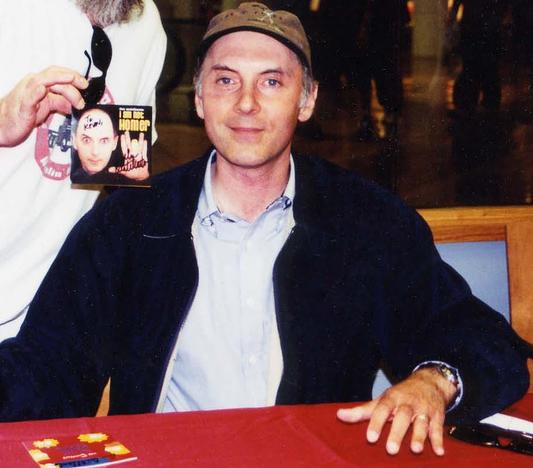
Dabér Homera Simpsona – Dan Castellaneta.

Homer Simpson je v originálním anglickém znění dabován americkým hercem Danem Castellanetou, mimo postavu Homera dabuje i další postavy, mimo jiné Abrahama Simpsona, Šášu Krustyho, Barneyho Gumbla, školníka Willieho, starostu Quimbyho a Hanse Krtka. Castellaneta byl pravidelným účastníkem The Tracey Ullman Show a před touto rolí daboval spolu se svojí ženou Deb Lacustovou v Chicagu. Již pro krátké skeče rodiny Simpsonovy byly třeba hlasy, produkce se tak rozhodla použít hlasy Castellanety a jeho kolegyně Julie Kavnerové pro hlasy Homera a Marge alespoň do doby, než najmou další dabéry. Ve skečích a v několika prvních sezónách zní hlas anglického originálu Homera jinak než později, v prvních epizodách byl Homer dabován hlasem podobným hlasu Waltera Matthau, ale Castellaneta prohlásil, že nemá „dost síly na tento hlas“ a že devíti či desetihodinové nahrávání s důrazem na hlas Waltera Matthaua je příliš obtížné a že potřebuje nalézt něco snadnějšího. Castellaneta „snížil výšku svého hlasu“ a změnil jej tak v hlas, který je všestrannější a vtipnější a toto umožnilo Homerovi používat více emocí a barev hlasu.
Český dabing Homera Simpsona obstarával Vlastimil Bedrna (od první do dvanácté série), později kvůli nemoci převzal dabování postavy Homera nový dabér, stal se jím Vlastimil Zavřel.
Původní hlas Dana Castellanety není podobný hlasu Homera. K dabingu Homera Castellaneta snižuje bradu k hrudníku Během sezení v této pozici se prý snáze dabují některé Homerovy méně inteligentní hlášky jako například „I am so smart, s-m-r-t“ z epizody Homer jde studovat (pátá série, 1993), v této epizodě nakonec byla použita zmíněná chyba, která vznikla při nahrávání. Castellaneta rád zůstává v roli své postavy v době, při které se nahrává a zkouší si ve své mysli představit scénu, kterou právě dabuje. I přes Homerovu slávu Castellaneta nebývá příliš často poznáván na veřejnosti, prohlásil i to, že ho poznávají pouze „skalní fanoušci“.
Jedinou epizodou, kde je v anglickém originálu Homer nadabován někým jiným, je epizoda Homerovo pěvecké kvarteto (pátá série, 1993). V epizodě je Homer členem pěveckého kvarteta pojmenovaného Břitníci (angl. The Be Sharps) a pěvecké party jsou tak nadabovány členy skupiny The Dapper Dans. Jejich zpěv byl namixován s normálními hlasy postav, často normální dabér zpívá melodii a Dapper Dans zpívají vše ostatní.
Do roku 1998 Castellaneta vydělával 30 000 dolarů za epizodu, během sporu o platech v roce 1998 Fox hrozil, že pro šest hlavních postav najde nové dabéry a začal připravovat castingy pro nové dabéry. Nicméně spor byl vyřešen a získával tak 125 000 dolarů za epizodu, tak tomu zůstalo až do roku 2004, kdy se hlavní dabéři požádali o plat ve výši 360 000 dolarů za epizodu. Žádost byla zodpovězena o měsíc později a Castellaneta tak dostal plat ve výši 250 000 dolarů za jednotlivou epizodu. Po změnách výší platů dostávají hlavní dabéři v roce 2008 plat okolo 400 000 dolarů za epizodu.

### Vývoj postavy
Výkonný producent Al Jean poznamenal, že scenáristé seriálu „milují psaní pro Homera“ a většina z příběhů z Homerova života se zakládá na příbězích, které prožili samotní scenáristé. Homerovo chování se během vysílání seriálu změnilo mnohokrát, původně byl „velmi vzteklý“ a despotický vůči Bartovi, ale tyto charakteristiky byly s vývojem postavy potlačeny. V prvních sériích často vypadal před svojí rodinou špatně, nicméně v dalších epizodách byl vnímán špatně spíše ostatními. V několika prvních letech natáčení seriálu byl Homer často vykreslen jako sladký a milý muž, později (od deváté série do dvanácté série, 1997 až 2001) se stal výkonným producentem Mike Scully a pod jeho vedením se Homer stal „křupanským samolibým spratkem“. Chris Suellentrop z magazínu Slate napsal: „pod vedením Scullyho se Simpsonovi stali větší groteskou […] Epizody jednou končily společnou jízdou Homera a Marge na kole při západu slunce (epizoda Homer na suchu) […] a nyní epizody končí tím, že Homer vystřelí uspávací šipku do krku Marge (epizoda Šílená a ještě šílenější Marge).“ Fanoušci tuto životní etapu Homera označují jako „trhlý Homer“ (v angl. Jerkass Homer). Při nahrávání dabingu Homera Castellaneta odmítl poznámky vepsané ve scénáři, protože Homer by byl příliš drzý a ohroublý. Věřil, že Homer je „neomalený a neuvažující, ale že by nikdy nebyl úmyslně zlý.“ Při postprodukci filmu Simpsonovi ve filmu byly některé scény přepracovány či jinak změněny, aby byl Homer více sympatický pro diváky.
Scenáristé píší příběhy o Homerovi tak, že se zdá, že je ho inteligence po léta klesá, vysvětlují však, že se tak neděje úmyslně, ale že je to nezbytné pro vylepšování vtipů. Pro příklad v epizodě Dojezdy pro hvězdy (desátá série, 1998) scenáristé napsali skeč, kde Homer připouští, že neumí číst. Scenáristé diskutovali o tom, zda zařadit tuto scénu, protože v předchozích sériích Homer číst uměl, ale nakonec tato scéna zůstala, protože tento vtip byl shledán dobrým. Scenáristé často debatují o tom, jak daleko mají rozkreslovat Homerovu hloupost. Existuje pravidlo, že „Homer nikdy nesmí zapomenout svoje jméno“.

## Povolání
Homer vystřídal za svůj život hodně povolání, většinou přestal kvůli mafii a nebo kvůli tomu, že byl v povolání neoblíbený, a tak ho odstranili. V málo případech bylo povolání s nízkým platem, a tak se jím nemohl živit. Tady jsou jeho dosavadní povolání:
- technik elektrárny– je jím nejčastěji. V díle Ředitel XXL se stává ředitelem elektrárny. Poté se místa vzdá kvůli času.
- zpěvák a baskytarista – V díle Kapela otců si založil vlastní skupinu s názvem Covercraft a hrál v ní na baskytaru
- barman – Vočko odchází zpět na školu a Homer za něj přebírá bar.
- tvůrce krbů
- choreograf
- ortoped – na vězeňském rodeu si pochroumal záda a napravil si je na popelnici, takto léčil ostatní, dokud mu jeho Spinální válec doktora Homera nezničili chiropraktici, kterým přebíral pacienty
- náčelník policie – byl jím, dokud po něm nešla mafie. Toto povolání patřilo mezi jeho nejoblíbenější. Toto povolání se mu vedlo, na rozdíl od jiných.
- pastor
- rapper
- boxer – jeho trenérem byl Vočko, který dříve také zápasil. Vítězil díky tomu že byl vzdorný ranám. Soupeř do něj bušil pěstmi. Homer to vydržel a poté dal úder a soupeře skolil k zemi. Jenže ve finále už nevydržel. Poté toho nechal.
- popelář – Homer se stal vedoucím odboru pro popeláře. Avšak svojí neschopností a utrácením způsobil to, že Springfield skončil zavalený odpadky. Musel se dokonce stěhovat o pět kilometrů.
- hlídač dětí – Homer se nemohl věnovat své práci v elektrárně, proto se stal profesionální chůvou. Bart a Líza nesnesli, že se cizím dětem věnuje více než jim, a proto světu ukázali, jaký je doopravdy.
- dabér Poochieho (postava ze seriálu Itchy & Scratchy) – byl neoblíbený, a tak ho v pořadu poslali na měsíc a Homerova kariéra byla v troskách.
- horolezec – Homer měl za úkol vylézt na nejvyšší horu ve Springfieldu a udělat tak reklamu tyčince Energit. Ovšem Homera většinu cesty táhli dva šerpové, které s ním poslali. Homer šerpy nakonec odvolal. Vylezl jen do jeskyně u vrchu. Když zatloukal vlajku, tak poničil horu a udělal vrchol níž. Tím vylezl na vrchol.
- farmář – Utekl z města a začal farmařit na staré farmě, kde žil jako malý. Zasadil všechno možné a nic nerostlo. Po čase vyrostla návyková rajčata odporné chuti. Mohl je prodat, ale zvířata mu snědla úrodu.
- mariňák
- bodyguard – byl bodyguardem starosty. Poté, co se objevila mafie, skončil.
- manažer
- obchodník s tukem – Homer se rozhodl vydělat prodejem použitého tuku. Ovšem narazil na konkurenci s mafiánskými praktikami, proto byl nucen uloupit tuk z léta nečištěné školní kuchyně, kde mu krádež přerušil školník Willie. Tuk vyletěl do tělocvičny.
- klaun – zastupoval klauna Krustyho na oslavách, akcích apod. Vystudoval i školu pro klauny. Ukázalo se, že Krusty dlužil mafii peníze a tak musel Homer skončit.
- starosta – Springfield byl (kvůli dvěma telefonním předvolbám) rozdělen na dvě části. V jedné z nich se stal starostou Homer.
- šejdíř – Homer s Bartem se rozhodli podvádět lidi a tahat tak z nich peníze. Nakonec naletěli na připravenou scénu, kterou připravila Marge a Líza.
- smrťák – pouze v čarodějnickém díle. Stal se jím když starý smrťák šel pro Barta a Homer ho zabil bowlingovou koulí. Práce ho baví, ale poté má zakázku, kterou nechce udělat – zabít Marge nebo sebe.
- hippie
- degustátor
- výtvarník
- vítač v supermarketu – Homer vítal místo svého otce. Homer byl povýšen i na hlavního vítače. V práci ovšem pracoval moc dlouho a to se mu nelíbilo. Vykradl skoro celý obchod, když v něm byl zamčen.
- vynálezce – jeho vynálezy nebyly úspěšné a jediný úspěšný mu „ukradl“ Thomas Edison.
- pokusný králík
- kosmonaut – letěl do vesmíru. Na cestu propašoval chipsy. Tím však zničil pokusné mravence a málem umřel ve vesmíru. Nakonec přežil a vrátil se.
- pivní baron – když byla ve Springfieldu zavedena prohibice, Homer ukradl sudy s pivem ze skládky a prodával je do Vočkova baru.
- asistent celebrit
- maskot – ve Springfieldu byl oblíbený, avšak v hlavním městě se neuchytil.
- misionář – Homer byl vyslán na tropický ostrov v Mikronésii, aby zde přivedl domorodce na křesťanskou víru, avšak místo toho jim postavil kasino a téměř je přivedl k zániku.
- pluhař – když byla ve Springfieldu velká zima, založil Homer firmu Pan Pluhař (Mr. Plow). Měl i reklamu v televizi. Potom mu ale konkuroval Barney a začal boj, který skončil kvůli jaru. I přes to všechno zůstali s Barneyem přátelé.
- textař
- vedoucí
- asistent pana Burnse (náhrada za Waylona Smitherse)
- novinář – založil si internetový blog pod jménem Pan X a vydával zde spoustu šokujících odhalení. Když už neměl co psát, tak si začal vymýšlet vlastní zprávy. Některé z nich byly pravda a to ho přivedlo do problému, jelikož odhalil skrytou pravdu.
- předseda odborů – na místo šel kvůli tomu, že pan Burns chtěl zrušit zubní péči.
- komik
- porotce
- pracovník v kuželkárně – Homer po této práci vždy toužil, ale práce nepřinášela dost peněz, a tak se vrátil do jaderné elektrárny.
- řidič sanitky – Poté, co ho vyhodili z práce a z druhé kterou si najal se uchýlil k řízení sanitky, kterou si koupil.
- hasič – byl dobrovolným hasičem. Za odvedenou práci dostával odměny, avšak poté, co mu pan Burns přestal dávat, začne si je brát sám. Marge se to nelíbilo, a tak Homer přestal odměny brát.
- řidič odtahového vozidla – Homera práce bavila. Lidem se přestal líbit, a tak přestal být odtahovačem, což způsobilo velkou silniční zácpu.
- práskač – Homer se dostane do vězení. Postupně se z něj stane práskač a získá do cely televizor, ale ostatní vězni ho málem zabijí.
- prodavač zmrzliny – zmrzlinu rád jedl, poté ji prodával.
- prodavač matrací – Práci získal poté, co usnul v obchodě na matrace a udělal jim reklamu tím, že matraci, na které usnul, vychválil.
- paparazzi – jako při všech možných povoláních mu toto také nesvědčilo, protože byl neoblíbený
- cvičená opička – pan Burns se nudí, a tak Homera platí, aby vyváděl různé ztřeštěnosti. Líza ho ale přemluvila, aby toho nechal.
- námořník
- pašerák cukru – po ustanovení tzv. Margina zákona o zákazu veškerých sladkostí se stal pašerákem cukru. Tuto pozici opustil poté, co byl zákon zrušen.
- herec – V epizodě hrál ve filmu Everyman hlavní roli. Do filmu musel zhubnout, tak mu tvůrci filmu najali trenéra. Homer zhubl a nabral svaly, takže hrál. Uprostřed filmu však trenér odešel za jiným kšeftem, takže Homer zase přibral. Na premiéře filmu bylo vše sestříháno tak, že v jednom záběru byl Homer hubený a hned v dalším zase tlustý. Film skončil neúspěšně.
- prodavač trofejí – v epizodě Hodinky po tátovi
- vysokoškolský učitel – v epizodě Burnsova univerzita

## Příčiny jeho nízkého IQ

podpis Homera Simpsona

Jeho IQ je 55 (IQ 105 po vyndání pastelky z mozku v epizodě 12x09 Homr).
- V mládí se vyděsil v lomu poté, co našel mrtvolu otce Waylona Smitherse.
- Zaražená pastelka v jeho mozku.
- Pokus o profesionální kariéru boxera (neuspěl).
- Nesčetné údery do lebky při nehodách např. pád do rokle, baseball, dcera Maggie apod.
- Lízal žáby z Mikronésie
- Kvůli jaderné elektrárně je silně ozářen a neplodný.
- Snědl broskev s nemrznoucí směsí, gumu s vazelínou, pytel mouky, hasicí prášek, 2 roky starou sodu, 3 roky prošlý plankton za 33 centů, japonské fugu a prášek na zásyp
- Často používá defibrilátor, prý ho dá „do kupy“.
- Nevzdělává se (se svou tupostí ani nemůže).
- Simpsonovské geny (fungují jen u mužů z rodu Simpsonů a způsobují postupnou demenci, počínající od 8. roku věku)
- Alkoholismus

## D’oh!
D’oh! je výkřik Homera Simpsona ze seriálu Simpsonovi. V roce 2002 bylo toto slovo, ovšem bez apostrofu, přidáno do slovníku anglického jazyka Oxford English Dictionary. Slovo vyjadřuje frustraci při zjištění, že se něco nepovedlo nebo nejde podle plánu, případně že jste právě řekli nebo udělali něco hloupého.